# Paks
Paks é uma cidade da Hungria, situada no condado de Tolna. Tem 154,08 km² de área e sua população em 2019 foi estimada em 18.788 habitantes.